# Dani Wyler

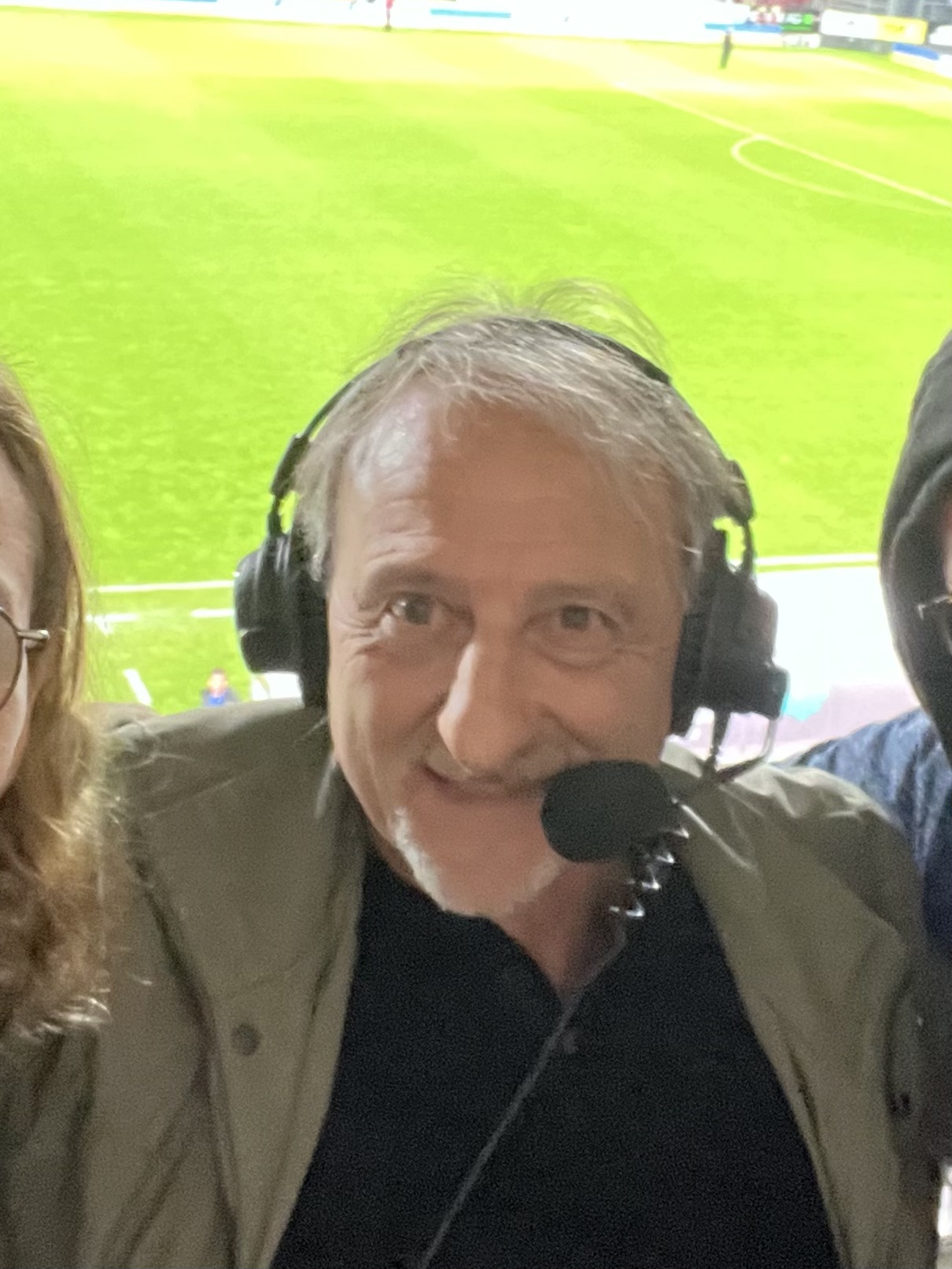
Fussballkommentator Dani Wyler auf der Schützenwiese (2022)

Dani Wyler (* 9. Januar 1952) ist ein Schweizer Fussballkommentator.

## Werdegang
Wyler studierte Geschichtswissenschaft und Journalistik und arbeitete danach acht Jahre bei Radio 24. Von 1988 bis 2017 war er für das Schweizer Radio und Fernsehen tätig. Er war nach Bernard Thurnheer der dienstälteste SRF-Fussballkommentator.
Im Februar 2017 wechselte Wyler zum Bezahlsender Teleclub, da er auch nach seiner Pensionierung nicht auf die Moderation von Fussballspielen verzichten will. Er trifft dort auf seinen Sohn Gianni Wyler.
Von 2017 bis 2021 war Wyler Medienchef des Fussballvereins FC Wil. Beim Klub aus der Challenge League war er in dieser Zeit Gesicht des Vereins. Ursprung seines Rücktritts war eine rassistische Äusserung des Vereinspräsidenten Maurice Weber.

## Schriften
- Gelb gegen Dzemaili. Kommentierte Werke. Der gesunde Menschenversand, Bern 2006, ISBN 3-9522993-6-7 (Gedichtband, aus einem Matchkommentar Wylers von einem Herausgeber mit Pseudonym zusammengestellt)

## Filmografie
- 2003: Jolly Roger
- 2008: Das Wunder von Wien: Wir sind Europameister